# Véronique (opereta)
Véronique es una opéra comique u opereta en tres actos con música de André Messager y libreto en francés de Georges Duval y Albert Vanloo. Véronique es la obra operística de Messager más duradera y fue ampliamente interpretada en Francia, Londres y otros lugares dentro de los cincuenta años posteriores a su estreno.

## Historia
Véronique se estrenó en el Théâtre des Bouffes Parisiens, París, el 10 de diciembre de 1898.  Es la opereta más exitosa de Messager. Se repuso frecuentemente en Francia durante la primera mitad del siglo XX.  Reposiciones en Théâtre des Folies-Dramatiques el 30 de enero de 1909, el Théâtre de la Gaîté-Lyrique el 1 de marzo de 1920, para la cual Messager compuso un nuevo vals (con Edmée Favart, Périer y Tarriol-Baugé), y en el Théâtre Mogador el 17 de abril de 1943 (con Suzanne Baugé, Maurice Vidal y Hélene Lavoisier), en una gran producción que, según Richard Traubner, "dominó su fragilidad".
Después de una excepcional interpretación en la  Opéra-Comique el 7 de febrero de 1925 con Favart, Baugé y Tarriol-Baugé, dirigida por Albert Wolff, la obra tuvo su primera producción en la Opéra-Comique en 1978-79 (con Danielle Chlostawa y François Le Roux) y 1980-81 (con Marie-Christine Pontou y Gino Quilico). 
La ópera se ofreció en Viena y en Colonia (como Brigitte) en 1900, luego en Riga en 1901, Berlín en 1902; Lisboa en 1901, Ginebra en 1902, Londres en 1903 y Milán en 1904 (en italiano) y Bucarest en 1907. En 1903 Lady Gladys de Grey llevó un reparto francés para ofrecer Véronique en el Coronet, Notting Hill Gate.
España no tardó en recibir la obra en versión original y ya el 24 de mayo de 1901 la compañía de opereta de Mariette Sully -la primera Hélène de Solanges/Veronique de la historia- la representó en el Teatro de la Princesa de Madrid. Sin embargo, su adaptación al castellano no llegaría hasta pasadas dos décadas de su estreno absoluto: el 26 de marzo de 1921 se dio a conocer en el Teatro Novedades de Barcelona bajo el título de Verónica. Cuando la compañía titular de zarzuela y opereta de ese teatro, dirigida por el primer actor Anselmo Fernández, representó la obra en una gira subsiguiente, el título pasó a ser La condesa del Trianón, con el que también se anunció y representó en el Teatro de Apolo de Madrid; los responsables de la adaptación castellana fueron González Lara y Reoyo.
Esta ópera rara vez se representa en la actualidad; en las estadísticas de Operabase aparece con sólo 7 representaciones en el período 2005-2010, siendo la 1.ª de Messager. Una de esas producciones fue la del Théâtre du Châtelet en enero de 2008, dirigida por Fanny Ardant.

## Personajes
| Personaje                                                              | Tesitura     | Reparto del estreno, 10 de diciembre de 1898 (Director: André Messager) |
| ---------------------------------------------------------------------- | ------------ | ----------------------------------------------------------------------- |
| Evariste Coquenard, Capitán de la guardia nacional y un florista       | barítono     | Paul Regnard                                                            |
| Agathe Coquenard, su esposa                                            | soprano      | Anne Tariol-Baugé                                                       |
| Florestan, vizconde de Valaincourt                                     | barítono     | Jean Périer                                                             |
| Hélène de Solanges, una dama de honor en la corte borbónica /Véronique | soprano      | Mariette Sully                                                          |
| Ermerance, condesa de Champ d'Azur/Estelle, su tía                     | mezzosoprano | Léonie Laporte                                                          |
| La tía Benoît                                                          | mezzosoprano | Bonval                                                                  |
| Denise, su sobrina, prometida de Séraphin                              | soprano      | Madeleine Mathyeu                                                       |
| Monsieur Loustot, barón de Merlettes                                   | tenor        | Maurice Lamy                                                            |
| Séraphin, criado de Hélène y Ermerance                                 | tenor        | Brunais                                                                 |
| Octave, amigo de Florestan                                             |              |                                                                         |
| Felicien, amigo de Florestan                                           |              |                                                                         |
| Céleste                                                                | soprano      | Maud d’Orby                                                             |
| Sophie                                                                 | soprano      | Landoza                                                                 |
| Héloise                                                                | soprano      | Lérys                                                                   |
| Irma                                                                   | soprano      | Raymonde                                                                |
| Elisa                                                                  | soprano      | Raimond                                                                 |
| Zoe                                                                    | soprano      | Fritigny                                                                |
| Un ordenanza de la reserva nacional, camareros, floristas y otros.     |              |                                                                         |